# Son de moviments oculars ràpids

Una mostra d'hipnograma (electroencefalograma del son) que mostra cicles de son caracteritzats per augmentar el son paradoxal (REM).

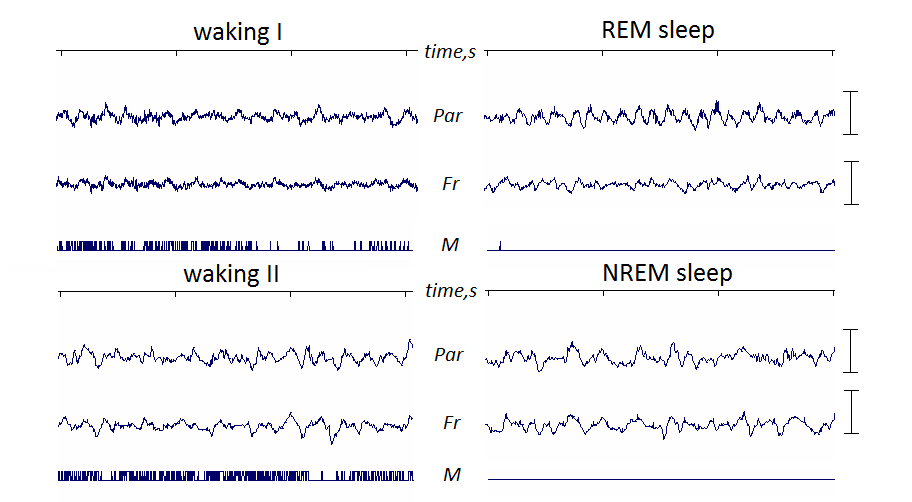
EEG d'un ratolí que mostra el son REM caracteritzat per un ritme theta prominent

El son de moviments oculars ràpids (son MOR o son REM, per l'anglès rapid eye movement) és una fase única del son en mamífers i ocells, caracteritzada per un moviment dels ulls ràpid aleatori, acompanyat d'un baix to muscular a tot el cos i la propensió de la persona que dorm a somiar vivament.
La fase MOR també es coneix com a son paradoxal (SP) i, de vegades, son dessincronitzat o son de somnis, a causa de les similituds fisiològiques amb els estats de vigília, com ara ones cerebrals dessincronitzades ràpides i de baix voltatge. L'activitat elèctrica i química que regula aquesta fase sembla originar-se al tronc de l'encèfal, i es caracteritza sobretot per l'abundància del neurotransmissor acetilcolina, combinada amb una absència gairebé completa dels neurotransmissors monoamínics histamina, serotonina i noradrenalina. Les experiències de son MOR no es transfereixen a la memòria permanent a causa de l'absència de noradrenalina.
El son MOR és fisiològicament diferent de les altres fases del son, que col·lectivament s'anomenen son no MOR (son NREM, NREMS, son sincronitzat). El son MOR i el no MOR s'alternen dins d'un cicle de son, que dura uns 90 minuts en humans adults. A mesura que continuen els cicles de son, es desplacen cap a una proporció més alta de son MOR. La transició al son MOR comporta canvis físics marcats, començant amb ràfegues elèctriques anomenades "ones pontogeniculooccipitals" (ones PGO) originades al tronc de l'encèfal. El son MOR es produeix 4 vegades en un son de 7 hores. Els organismes en el son MOR suspenen l'homeòstasi central, permetent grans fluctuacions en la respiració, la termoregulació i la circulació que no es produeixen en cap altre mode de son o vigília. El cos perd bruscament el to muscular, un estat conegut com atonia MOR.